# AO Glyfadas
El Glyfada FC (en griego: Π.Α.Ε. Α.Ο. Γλυφάδας) es un equipo de fútbol de Grecia que juega en la Gamma Ethniki, la tercera liga de fútbol más importante del país.

## Historia
Fue fundado en el año 1976 en la ciudad de Glyfada con el nombre Keravnos Glyfada. En su escudo aparece la fecha 1926 que no tiene explicación alguna.
En el verano del 2009 tuvieron serios problemas financieros mientras jugaban en la Delta Ethniki. Cuando el Keravnos fue promovido de las ligas regionales tomó el lugar del Themistocles y se pasaron a llamar PAOK Glyfada, y apenas en su segunda temporada en la Delta Ethniki ascendieron a la Gamma Ethniki.
En el 2011 cambiaron su nombre por el que usan actualmente debido a un referéndum hecho por los aficionados del club, los cuales solicitaron el cambio de nombre para hacerlo más aceptable para la municipalidad local.

## Personal Administrativo
- Dueño = Victor Restis
- Presidente= Kostas Papageorgiou
- Gerente General= Giannis Kontis